# Petropoulos M
 (juillet 2021).
Si vous disposez d'ouvrages ou d'articles de référence ou si vous connaissez des sites web de qualité traitant du thème abordé ici, merci de compléter l'article en donnant les références utiles à sa vérifiabilité et en les liant à la section « Notes et références ».
Le Petropoulos M était un véhicule produit par Petropoulos de 1935 à 1948. Environ 32 000 unités du véhicule ont été produites et vendues. Le véhicule était très populaire en Grèce et à Chypre et était largement utilisé, il était également utilisé comme taxi. Le véhicule était une version assemblée localement de la Ford Model A, acheminée en kit depuis les USA. Lorsque la Seconde Guerre mondiale a commencé, le véhicule a continué à être produit, mais en quantités beaucoup plus petites (30 à 80) par an jusqu'en 1945. Cela s'est produit puisque la majorité de la production était axée sur les véhicules militaires. Après la guerre, la production s'est poursuivie à une échelle beaucoup plus grande puisqu'environ 19 000 unités ont été produites de 1945 à 1948. Le véhicule a remplacé le Petropoulos Model P.

## Histoire
Au début des années 1930, Petropoulos a remplacé les Petropoulos Model P, basée sur les Ford T lesquelles commençaient à devenir assez obsolètes, par le nouveau modèles Ford qui avaient pris la place des Ford T. Le remplacement, appelé Petropoulos M, était basé sur les Ford Model A mais a été légèrement modifié. La nouvelle voiture a été lancée en 1935 et cette année-là, environ 398 unités ont été produites et vendues. Comme son prédécesseur, le véhicule était à l'origine commercialisé uniquement auprès de personnes riches et de groupes d'État. Quelques mois plus tard, environ 53 véhicules Petropoulos M étaient utilisés comme taxis en Grèce.[réf. nécessaire]
En 1939, environ 10 000 de ces véhicules furent produits, mais lorsque la Seconde Guerre mondiale éclata, l'industrie automobile grecque se concentra principalement sur les véhicules militaires. Malgré cela, la production du Petropoulos M s'est poursuivie tout au long de la guerre, mais en beaucoup plus petit nombre. Après la guerre, la production du véhicule s'est poursuivie en beaucoup plus grand nombre. Cependant, il était clair que le véhicule commençait à devenir obsolète et en 1948, il a été arrêté et il a été remplacé par le[réf. nécessaire] Petropoulos Fargas[Quoi ?].